# The Crow & the Butterfly
The Crow & The Butterfly è un singolo del gruppo musicale statunitense Shinedown, pubblicato nel 2010 ed estratto dall'album The Sound of Madness del 2008.

## Tracce
1. The Crow & the Butterfly – 4:13
2. The Crow & the Butterfly (Pull Mix) – 5:24